# Murat Uçar
Mehmet Murat Uçar (* 1. August 1991 in Muş) ist ein türkischer Fußballspieler. Momentan ist er bei Eyüpspor unter Vertrag.

## Karriere
Murat Uçar begann mit dem Vereinsfußball 2008 in der Jugendabteilung des Istanbuler Vereins Pendikspor. Hier wurde er im Sommer 2009 mit einem Profivertrag versehen und dann an den Viertligisten und Stadtrivalen Beylerbeyi SK ausgeliehen. Nachdem er die Saison 2010/11 ohne Pflichtspieleinsatz bei Pendikspor verbracht hatte, wechselte er im Sommer 2011 zu Beylerbeyi SK. Nach zwei Spielzeiten für Beylerbeyi SK zog er zur Saison 2013/14 zum Ligarivalen Sivas 4 Eylül Belediyespor und von diesem eine Saison später zu Aydınspor 1923 weiter.
Zur Rückrunde der Saison 2015/16 wurde er vom Erstligisten Eskişehirspor verpflichtet. Im Sommer 2017 wechselte er zum Zweitligisten Altınordu Izmir.